# Симфонія № 12 (Моцарт)
Симфонія № 12, соль мажор, KV 110 Вольфганга Амадея Моцарта була написана влітку 1771 року.
Структура:
1. Allegro, 3/4
2. Andante, 2/2
3. Menuetto and Trio, 3/4
4. Allegro, 2/4

Склад оркестру:
2 флейти, 2 гобої, 2 фаготи, 2 валторни, струнні.

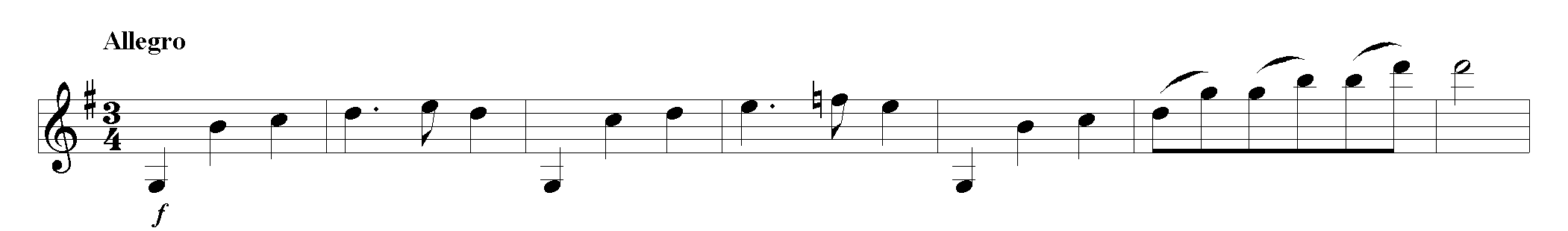
Симфонія № 12 (Моцарт), початок

## Ноти і література
- Ноти [Архівовано 25 березня 2012 у Wayback Machine.] на IMSLP
- Mozart, Wolfgang Amadeus; Giglberger, Veronika (preface), Robinson, J. Branford (transl.) (2005). Die Sinfonien III.. Kassel: Bärenreiter-Verlag. p. X. ISMN M-006-20466-3